# Parafia Najświętszego Serca Jezusowego w Łobzie
Parafia pod wezwaniem Najświętszego Serca Pana Jezusa w Łobzie – parafia rzymskokatolicka w Łobzie, należąca do dekanatu Łobez, archidiecezji szczecińsko-kamieńskiej, metropolii szczecińsko-kamieńskiej. 

## Historia
Kościół parafialny został wybudowany w XV wieku w stylu gotyckim, konsekrowany 8 października 1948. 
W latach 1932–1937 na terenie Łobza posługę duszpasterską pełnił ksiądz August Froehlich, wówczas rektor kościoła św. Pawła w Drawsku Pomorskim. W tym okresie zasłynął on z obrony praw niemieckich katolików, rozwoju diaspory katolickiej, za co wielokrotnie był prześladowany przez lokalnych nazistów. 22 czerwca 1942 za obronę maltretowanych polskich robotników przymusowych został zamęczony w niemieckim obozie koncentracyjnym KL Dachau.

## Miejsca kultu

### Kościół parafialny
- Kościół Najświętszego Serca Pana Jezusa w Łobzie w Łobzie[1]

### Kościoły filialne i kaplice
- Kaplica w Dalnie[1]
- Kościół św. Mateusza Apostoła w Dobieszewie[1]
- Kościół Podwyższenia Krzyża Świętego w Grabowie[1]
- Kościół Matki Bożej Królowej Polski w Karnicach[1]
- Kościół Matki Bożej Częstochowskiej w Karwowie[1]
- Kościół w Smorawinie[1]
- Kościół Najświętszej Maryi Panny Matki Kościoła i św. Andrzeja Apostoła w Strzmielach w Strzmielach[1]